# Sandra Alvero
Sandra Alvero, född 25 januari 2001,  är en svensk friidrottare som tävlar i stavhopp för klubben IFK Växjö.

## Karriär
Alvero har tagit flera SM-medaljer i stavhopp på junior/ungdoms-nivå. Vid SM i friidrott 2024 tog hon brons i stavhopp.